# カメロン郡 (ペンシルベニア州)
カメロン郡（英: Cameron County）は、アメリカ合衆国ペンシルベニア州の中央部北に位置する郡である。2010年国勢調査での人口は5,085人であり、2000年の5,974人から14.9%減少した。郡庁所在地はエンポリアム・ボロ（人口2,073人）であり、同郡で人口最大の町でもある。カメロン郡は1860年3月29日に、クリントン郡、エルク郡、マッキーン郡、ポッター郡のそれぞれ一部を合わせて設立された。郡名は州選出アメリカ合衆国上院議員のサイモン・キャメロンに因んで名付けられた。

## 政治
カメロン郡はアメリカ合衆国下院議員ペンシルベニア州第5選挙区に属し、2013年時点では共和党議員を選出している。ペンシルベニア州議会上院では第25選挙区に属しており、下院では第67選挙区に属している。2013年時点でいずれも共和党議員を選出している。

## 地理
アメリカ合衆国国勢調査局に拠れば、郡域全面積は399平方マイル (1,033.4 km2)であり、このうち陸地397平方マイル (1,028.2 km2)、水域は1平方マイル (2.6 km2)で水域率は0.36%である。

### 隣接する郡
- マッキーン郡 - 北
- ポッター郡 - 北東
- クリントン郡 - 東
- クリアフィールド郡 - 南
- エルク郡 - 西

## 人口動態
以下は2000年国勢調査による人口統計データである。
| 基礎データ - 人口: 5,974人 - 世帯数: 2,465 世帯 - 家族数: 1,624家族 - 人口密度: 6人/km2（15人/mi2） - 住居数: 4,592軒 - 住居密度: 4軒/km2（12軒/mi2） 人種別人口構成 - 白人: 98.83% - アフリカン・アメリカン: 0.35% - ネイティブ・アメリカン: 0.13% - アジア人: 0.12% - 太平洋諸島系: 0.05% - その他の人種: 0.05% - 混血: 0.47% - ヒスパニック・ラテン系: 0.57% 先祖による構成 - ドイツ系：26.5% - アメリカ人：13.5% - イタリア系：13.3% - アイルランド系：10.9% - イギリス系：8.2% - ポーランド系：5.8% | 年齢別人口構成 - 18歳未満: 24.5% - 18-24歳: 6.0% - 25-44歳: 24.9% - 45-64歳: 24.8% - 65歳以上: 19.8% - 年齢の中央値: 41歳 - 性比（女性100人あたり男性の人口） - 総人口: 96.6 - 18歳以上: 94.6 世帯と家族（対世帯数） - 18歳未満の子供がいる: 27.7% - 結婚・同居している夫婦: 52.4% - 未婚・離婚・死別女性が世帯主: 9.2% - 非家族世帯: 34.1% - 単身世帯: 30.1% - 65歳以上の老人1人暮らし: 15.4% - 平均構成人数 - 世帯: 2.39人 - 家族: 2.96人 |

## 都市と町

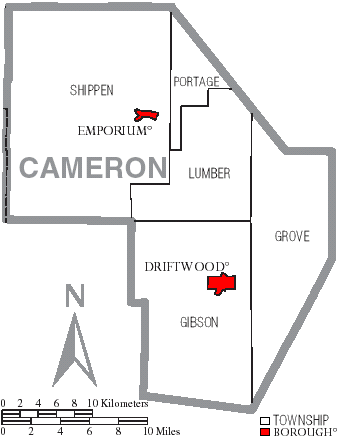
カメロン郡の自治体、ボロは赤、タウンシップは白、国勢調査指定地域は青

ペンシルベニア州法の下では4種類の自治体がある。市、ボロ、タウンシップ、町である。

### ボロ
- ドリフトウッド
- エンポリアム - 郡庁所在地

### タウンシップ
- ギブソン
- グローブ
- ランバー
- ポーテージ
- シッペン

### 国勢調査指定地域
国勢調査指定地域はアメリカ合衆国国勢調査局が人口統計データを取るために設定した地域である。州法の下では実際の司法権が及ぶ範囲ではない。
- プロスペクトパーク

## 教育

### 公共教育学区
- カメロン郡教育学区

- 州内には11の公立サイバー・チャータースクールがあり、州内の幼稚園から12年生まで無料で利用できる。

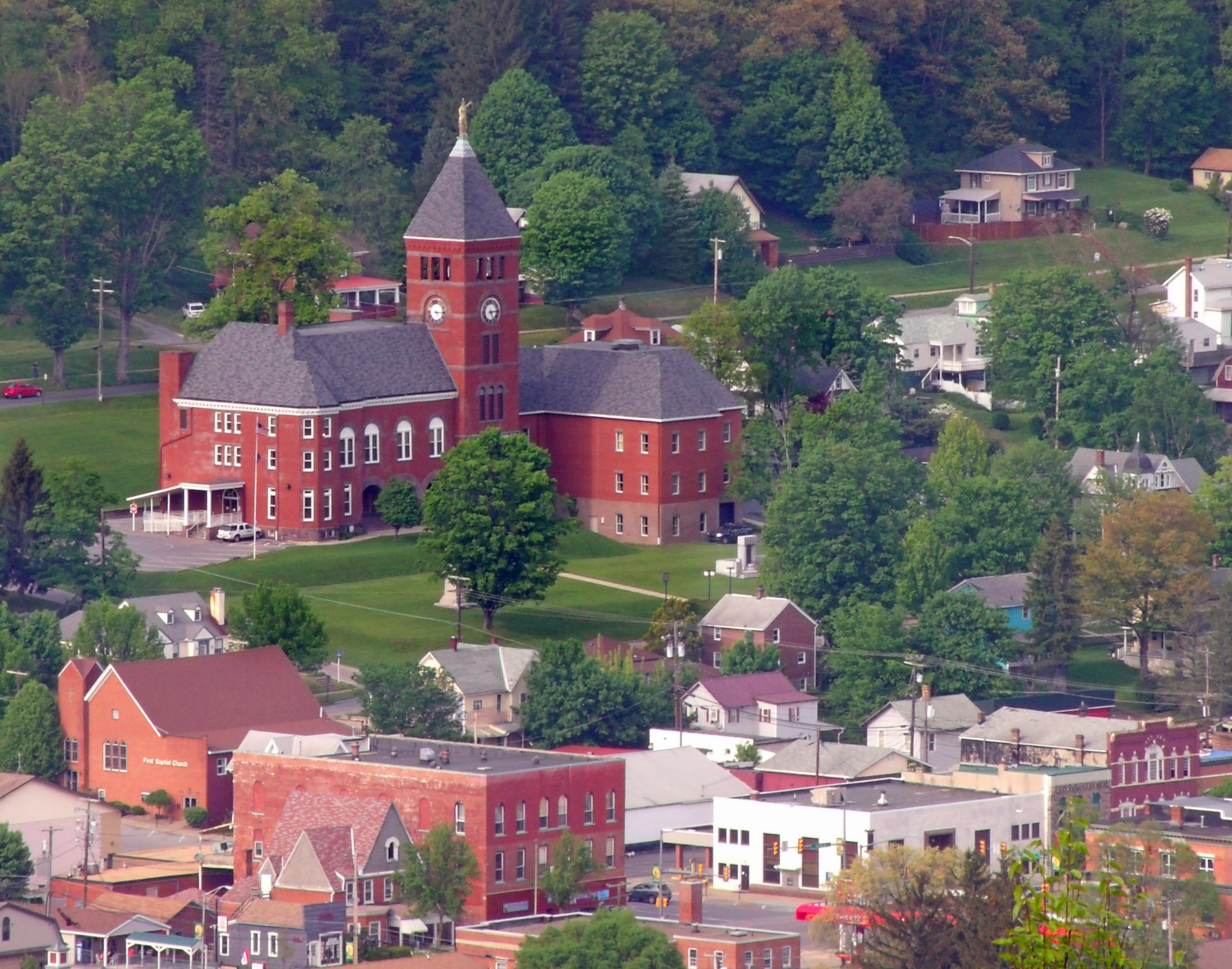
エンポリアム・ボロの街並み、左奥は郡庁舎

### 公園とレクリエーション
郡内には3つの州立公園がある。
- バックテイル州立公園自然地域、クリントン郡のロックヘイブンからカメロン郡郡庁所在地のエンポリアムまで、ペンシルベニア州道120号線に沿って伸びる75マイル (121 km) の景観道路
- シネマホニング州立公園
- サイズビル州立公園

下の2つはカメロン郡とポッター郡の郡境に跨っている。